# Хрустальный (мыс)
Хрустальный — мыс у южного берега Севастопольской бухты Чёрного моря. Расположен в пределах Севастополя. Вытянут в северо-восточном направлении.
Название мыс получил по находившимся рядом в конце XIX века купальням «Хрустальные воды»
К западу от мыса расположена Александровская бухта, к востоку — Артиллерийская бухта. На мысе располагаются возведённый в 1977 году 50-метровый памятник-обелиск городу-герою, представляющий стилизованную композицию штыка и паруса и сорокаметровый монумент «Солдат и Матрос» — скульптурная композиция в честь воинов Великой Отечественной войны, строительство которой началось в 1982 году, а завершилось лишь в 2007, после перерыва в 1989—2004 гг. У подножия памятника ныне горит вечный огонь. Прибрежная полоса у подножия самого мыса Хрустальный ныне известна, как Пляж Хрустальный. В декабре 2014 года мыс стал известен в СМИ благодаря тому что здесь взорвали 16-этажный самострой по улице Капитанской.
В годы первой обороны Севастополя на мысе располагалась 8-я батарея. В 1900 году на мысе была построена 11-я береговая батарея, в которой, во время второй обороны располагались командный пункт береговой обороны Черноморского флота и штаб Приморской армии.